# Catamarcait
Catamarcait ist ein sehr selten vorkommendes Mineral aus der Mineralklasse der „Sulfide und Sulfosalze“ mit der chemischen Zusammensetzung Cu6GeWS8 und damit chemisch gesehen ein Kupfer-Germanium-Wolfram-Sulfid.
Catamarcait kristallisiert im hexagonalen Kristallsystem und bildet dünne Ränder als Auskleidung von Hohlräumen und Brüchen in Chalkosin-Bornit-Erzen und bis zu einem Millimeter große Aggregate aus xenomorphen bis hypidiomorphen, intensiv verzwillten Körnern in Digenit-Chalkosin-Sphalerit-Erzen. Das Mineral ist in jeder Form undurchsichtig (opak) und zeigt auf den Oberflächen der grauen, im Auflicht auch grauweißen, braun getönten, Körner einen metallischen Glanz. Auf der Strichtafel hinterlässt Catamarcait einen schwarzen Strich.

## Etymologie und Geschichte

Flagge der Provinz Catamarca

Entdeckt wurde Catamarcait erstmals in bornitreichem Erz aus alten Halden in der Nähe der Grube La Rosario (auch La Rosario-Gang) der epithermal Lagerstätte  Capillitas des Departamento Andalgalá in der argentinischen Provinz Catamarca. Die Erstbeschreibung erfolgte durch Hubert Putz, Werner H. Paar, Dan Topa, Emil Makovicky und Andrew C. Roberts, die das Mineral nach der Provinz benannten, in der dessen Typlokalität liegt.
Die Mineralbeschreibung und der gewählte Name wurden zur Prüfung bei der International Mineralogical Association eingereicht (interne Eingangs-Nr. der IMA 2003-020), die den Catamarcait als eigenständige Mineralart anerkannte. Die Publikation der Erstbeschreibung folgte 2006 im Fachmagazin The Canadian Mineralogist.
Das Typmaterial des Minerals (Holotyp, ein polierter Abschnitt und ein Erz-Fragment) wird in der systematischen Sammlung der Abteilung für Mineralogie im Institut für Materialwissenschaften der Universität Salzburg in Österreich unter den Katalog-Nr. 14931 und 14932 aufbewahrt.

## Klassifikation
IDa der Catamarcait erst 2003 als eigenständiges Mineral anerkannt wurde, ist er in der seit 1977 veralteten 8. Auflage der Mineralsystematik nach Strunz noch nicht verzeichnet. Einzig im Lapis-Mineralienverzeichnis nach Stefan Weiß, das sich aus Rücksicht auf private Sammler und institutionelle Sammlungen noch nach dieser alten Form der Systematik von Karl Hugo Strunz richtet, erhielt das Mineral die System- und Mineral-Nr. II/C.09-30. In der „Lapis-Systematik“ entspricht dies der Klasse der „Sulfide und Sulfosalze“ und dort der Abteilung „Sulfide mit [dem Stoffmengenverhältnis] Metall : S,Se,Te ≈ 1 : 1“, wo Catamarcait zusammen mit Hemusit und Kiddcreekit eine eigenständige, aber unbenannte Gruppe bildet (Stand 2018).
Die seit 2001 gültige und von der IMA bis 2009 aktualisierte 9. Auflage der Strunz’schen Mineralsystematik ordnet den Catamarcait in die Abteilung der „Metallsulfide, M : S = 1 : 1 (und ähnliche)“ ein. Diese ist allerdings weiter unterteilt nach in den Verbindung vorherrschenden Metallen, so dass das Mineral entsprechend seiner Zusammensetzung in der Unterabteilung „mit Zink (Zn), Eisen (Fe), Kupfer (Cu), Silber (Ag) usw.“ zu finden ist, wo es zusammen mit Hemusit, Kiddcreekit, Morozeviczit, Polkovicit, Renierit und Vinciennit die „Hemusitgruppe“ mit der System-Nr. 2.CB.35a bildet.
Auch die vorwiegend im englischen Sprachraum gebräuchliche Systematik der Minerale nach Dana ordnet den Catamarcait in die Klasse der „Sulfide und Sulfosalze“ und dort in die Abteilung der „Sulfidminerale“ ein. Hier ist er zusammen mit Idait in der unbenannten Gruppe 02.09.14 innerhalb der Unterabteilung „Sulfide – einschließlich Selenide und Telluride – mit der Zusammensetzung AmBnXp, mit (m+n) : p = 1 : 1“ zu finden.

## Kristallstruktur
Catamarcait kristallisiert im hexagonalen Kristallsystem in der Raumgruppe P63mc (Raumgruppen-Nr. 186) mit den Gitterparametern a = 7,5238(8) Å und c = 12,390(3) Å sowie zwei Formeleinheiten pro Elementarzelle.

## Bildung und Fundorte
Catamarcait bildet sich in epithermalem, bornithaltigen Erzen. Als Begleitminerale können unter anderem Bornit, Digenit, Chalkosin, Covellin, Sphalerit, Hübnerit, Luzonit, Wittichenit und germaniumhaltigen Sulfide wie Putzit sowie Quarz auftreten.
Außer seiner Typlokalität, der Grube La Rosario im Bergbaubezirk Capillitas in Argentinien sind bisher keine weiteren Fundorte dokumentiert (Stand 2020).